# Mason, Texas
Mason là một thành phố thuộc quận Mason, tiểu bang Texas, Hoa Kỳ. Năm 2010, dân số của xã này là 2114 người.

## Dân số
- Dân số năm 2000: 2134 người.
- Dân số năm 2010: 2114 người.